# Ancylostoma
Gli anchilostomi (Ancylostoma Dubini, 1843) rappresentano un genere di nematodi che comprende alcune specie di hookworm.

## Tassonomia
Tra le sue specie si annoverano:
- Ancylostoma braziliense – comunemente infetta i gatti; noto in Brasile come bicho-geográfico
- Ancylostoma caninum – comunemente infetta i cani
- Ancylostoma ceylanicum
- Ancylostoma duodenale
- Ancylostoma pluridentatum – comunemente infetta i gatti selvatici
- Ancylostoma tubaeforme – infetta gatti e altri ospiti